# Родіон Дмитрашко-Райча
Родіон Григорович Дмитрашко-Райча (? — 1705) — козацький політичний діяч кінця 17 ст., засновник козацько-старшинського роду Дмитрашки-Райчі.

## Історія
За походженням — серб. В Україні з 1665 р., як полковник «волоських хоругов». У 1665 р. вийшов з Валахії на Брацлавщину з загоном 500 чоловік.  
Полковник переяславський (1667–1677). Ворогував з гетьманом Дем'яном Многогрішним і Многогрішний навіть поранив його шаблею в запалі суперечки. 1672 р. був одним з організаторів змови проти цього гетьмана. Був причетний до справи Рославця та інших інтриг та змов проти гетьмана Івана Самойловича, за що був позбавлений полковництва (1674) й навіть засуджений на смерть (1683), але врятувався. Знову одержав уряд полковника після Коломацького перевороту проти гетьмана Івана Самойловича, в якому був одним з головних змовників, отримав значні майнові й грошові винагороди. Після 1688 р. сходить з історичної арени, займається меценатством, час-від-часу посилає на гетьмана Івана Мазепу доноси. 
1673 нобілітований польським сеймом і королем у шляхетство, зарахований до герба «Сас».

## Згадки у історичних документах
З Переяслава 16 липня 1667 р. сповіщав стольник і воєвода Олексій Чириков, що «Думитрашка боярину и воеводе Петру Васильевичу Шереметеву не будет бить челом ни о чем, потому де, что боярин и гетман Іван Мартинович Брюховецкой к боярину і воеводе к Петру Васильевичу Шереметеву ни о каких делах писать и бить челом ни о чем не велел». 26 березня 1667 р. золотоніський сотник Семен Побиванець в Переяславі склав присягу перед Дмитрашкою, а 29 березня іркліївський отаман Тимофій Іванов в Іркліїві хрест цілував. Вони пообіцяли привезти хрестоприводні книги золотоноські та іркліївські. В лютому 1670 р. наказний гетьман Думитрашка (Переяславський, Чернігівський, Київський полки) повів наступ на дорошенківські сотні Переяславського і лівобережні сотні Черкаського полку. За гетьмана Ігнатовича займав значне положення серед полковників Лівобережжя, так, на старшинській раді в січні 1671 р. він записаний другим після ніжинського полковника Пилипа Уманця, а вже в травні цього року першим. В січні 1671 р. очолив делегацію Переяславського полку на старшинській раді в Батурині, де наказним гетьманом був обраний Василь Ігнатович. За наданнями гетьманів Самойловича (1673), Мазепи (1687), і царськими грамотами в 1674 і 1688 рр., володів м. Березань, селами Семенівка, Лехновці, Недра, Паришків, Лукаші, Войтово, Яреськи, Березанка і Лук'янівка. До Дмитрашки Березанщина належала на гетьманську булаву, а після царських грамот стала спадковою маєтністю, яка від Райчі перейшла до його племінника Олексія Марковича та дружини останнього Настасії Забіли. Осадив с. Круполе. Брав участь у змовах проти Самойловича (1676, 1682). За твердженнями протопопа Адамовича казав, що застрелить гетьмана з пістолета, а іншим разом казав, що піде на Запоріжжя і там стане бунтувати. Крім того вказував, що треба вбити разом з гетьманом генерального суддю Івана Домонтовича і генерального бунчужного Леонтія Полуботка. Купив два млини на бориспільській греблі: один у Бабича, другий — Мокієвського. В 1680 р. віддав на Золотоніський Красногорський монастир с. Слободка Слюжчина в Золотоніській сотні після шляхтичів Слюзків. 9 грудня 1687 р. направив листа гетьману про підготовку кримських татар до вторгнення в Україну. В лютому 1688 р. Мазепа сповіщав князя Василя Голіцина, що отримав від коронного гетьмана Станіслава Яблоновського звістку про те, що Леонтій Полуботок «з ханом вступал советы». Про це гетьмана сповіщали через Якова Глуховця та Іскрицького. Мазепа, доносячи в Москву все ж застерігав «абы Полуботок таковых, страшных и на главу свою огненосных речей важился». Переяславський воєвода Василь Мяснов в Переяславі «о измене чинили извет». Московський уряд вимагав від Мазепи, щоб той «без указу … и без розыску ничего над ним не чинил». Колишній переяславський полковник Леонтій Полуботок був викликаний з Чернігова в Батурин, де відбулись очні ставки з переяславцями і засідання генерального суду. Його вина не була доведена і сам він відпущений до дому в Чернігів, а його обвинувачувачі в Переяслав. Мазепа наказав «любо для ведомостей о неприятелском приходе проносячихся велелем быть полковнику переяславскому в дому через дне праздничные Рождества Господня задержатися, а в Батурин на обыклый заезд не приездити». Згідно з указом монарха Мазепа 10 січня 1690 р. вислав до Переяслава генерального осавула Андрія Гамалію, київського полковника Григорія Коровку-Вольського, значного військового товариша Захара Шийкевича. Комісія розглядала заяву козака Івана Смольського. Полуботка ж Мазепа до повернення комісії затримав у Батурині. До розслідування приєднався переяславський воєвода Семен Толачанов. 6 травня 1688 р. Мазепа «чрез Дмитрашка Райчу послал … инструкцию, в которой о делах наших войсковых написаны желания потребныи». «Еще з весны по отезде Дмитрашка к Москве, об нем, чтоб им был полковником все оныи суплековали ко мне». 5 листопада 1688 р. Мазепа писав царям Івану та Петру і цариці Софії про необхідність указу «о его Дмитрашковых разных поступках и о починенных через него многих людям обидах учинен был перед судом войсковым розыск». А до суду Дмитрашко повинен був знаходитись під караулом. Крім того, слід виконати монарші укази про неможливість Райчею посідати уряд переяславського полковника, так і полковника будь-якого іншого полку. В травні 1688 р. «переяславского полку людям, от Дмитрашки зобыженым, велел до Батурина з супликами и скаргами приездити». Мазепа направив до Переяслава генерального суддю Михайла Вуяхевича з товаришами «и там всех скарг тамошных полчан о обидах, Дмитрашком поделаных, выслухати, и о всех его Дмитрашковых поступках ученити розыск». З метою кращого слідства і суду з Батурина до дому був відпущений Думитрашка. 18 грудня 1688 р. до Переяслава прибули генеральний суддя Михайло Вуяхевич, Іван Ломиковський і писар судовий Андрій Васильович, з місцевих старшин були запрошені полковник Яким Головченко, обозний Іван Гулак і городовий отаман Максим Хоменко. Вони розглянули скаргу колишнього полковника Леонтія Полуботка на Думитрашку. Значний військовий товариш (1689), супроводжував Мазепу до Москви. Поблизу Золотоноші облаштував Красногорський монастир. В Бакумівці побудував церкву. Він заснував Троїцьку церкву в Баришівці, якій по заповіту надав млин, при чому третина доходів направлялась на священиків цієї церкви. Купив гай за р. Недра у березанського мешканця Крамаренка. Купив ліс у Безбородька. Продав млин на Переяславській греблі в три кола Київському Михайлівському Золотоверхому монастирю.

## Родина
Родіон Дмитрашко-Райча, був одружений тричі, але дітей він не мав і помер бездітним.

### Дружини
- 1-ша дружина:  (ім’я невідоме) (? — ран. 1665).
- 2-га дружина (з 1667 року): Тетяна Іванівна Аврамович (? — 1630—1671 — ?), донька чернігівського полковника, вдова ніжинського полковника Василя Золотаренка, страченого в 1663 році. Її рідний брат (чернець), в 1668 році, повернувшись із Єрусалиму, жив біля гетьмана Дорошенка і через сестру вів переписку з Думитрашкою про спільні дії з Дорошенком.
- 3-тя дружина: Настасія Максимівна N (? — 1680—1715 — ?) — це її другий шлюб, в першому шлюбі за Андрієм Солониною. Від першого чоловіка мала млин у с. Вовчку на р. Махні половина якого їм була дарована Сільвестром Брилевичем, а другу половину викупили самі. За власні кошти купила Войтівську греблю і Войтівський ліс. Млин на р. Махні передала Козелецькому Георгіївському монастирю.